# S/2004 S 4
S/2004 S 4 este desemnarea provizorie a unui obiect neconfirmat văzut orbitând în jurul lui Saturn în cadrul marginii interioare a inelului F pe 21 iunie 2004. A fost observat în timp ce J. N. Spitale încerca să confirme orbita unui alt obiect provizoriu, S/2004 S 3, care a fost văzut cu 5 ore mai devreme chiar în exteriorul inelului F.  Anunțul a fost făcut pe 9 septembrie 2004. 
În ciuda încercărilor ulterioare de a-l recupera, de atunci nu a fost văzut în mod sigur. În special, o secvență imagistică care acoperă o întreagă perioadă orbitală cu o rezoluție de 4 km făcută pe 15 noiembrie 2004 nu a reușit să recupereze obiectul. Secvența ar fi trebuit să fie capabilă să detecteze cu ușurință un satelit de dimensiuni similare, sugerând că este pur și simplu o aglomerare tranzitorie. S-ar putea face o legătură aproximativă dintre S/2004 S 3 și S/2004 S 4 și se potrivește cu alte două aglomerări detectate pe alte date, dar având în vedere nedetectarea sa în noiembrie, relația lor este probabil o coincidență. 
Este de asemenea posibilă o interpretare în care S/2004 S 3 și S/2004 S 4 sunt sau au fost un singur obiect pe o orbită ce trece prin inelul F.  Un astfel de obiect ar putea, de asemenea, să orbiteze cu o înclinație ușor diferită față de inelul F, astfel încât să nu treacă prin materialul inelului, în ciuda faptului că este văzut atât radial spre interior, cât și spre exterior.
Dacă este un obiect solid până la urmă, S/2004 S 4 ar avea 3–5 km în diametru în funcție de luminozitate.